# Gaylussacia dumosa
Gaylussacia dumosa är en ljungväxtart som först beskrevs av Gábor Gabriel Andreánszky, och fick sitt nu gällande namn av John Torrey och Gray. Gaylussacia dumosa ingår i släktet Gaylussacia och familjen ljungväxter. Inga underarter finns listade i Catalogue of Life.

## Bildgalleri

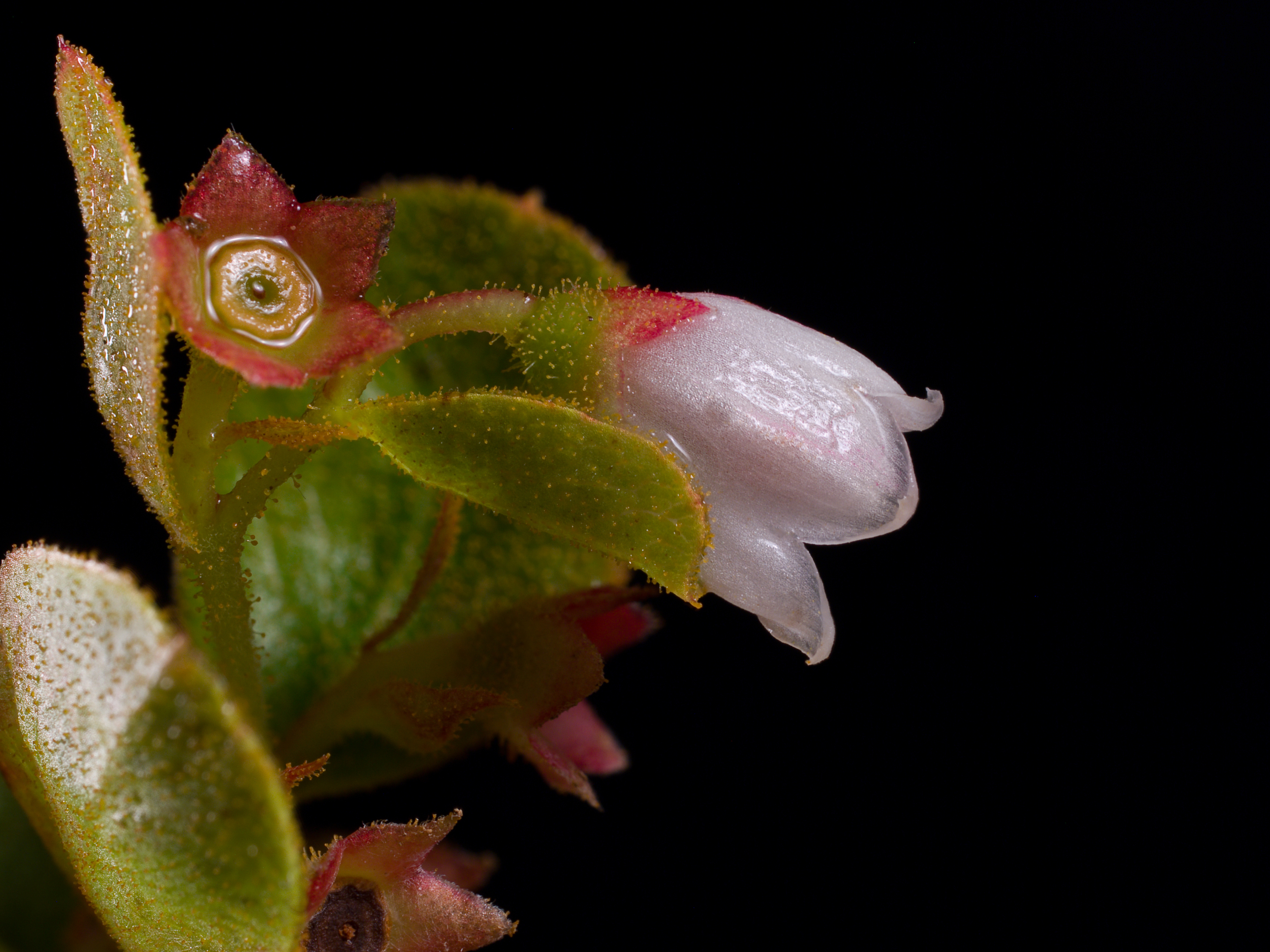
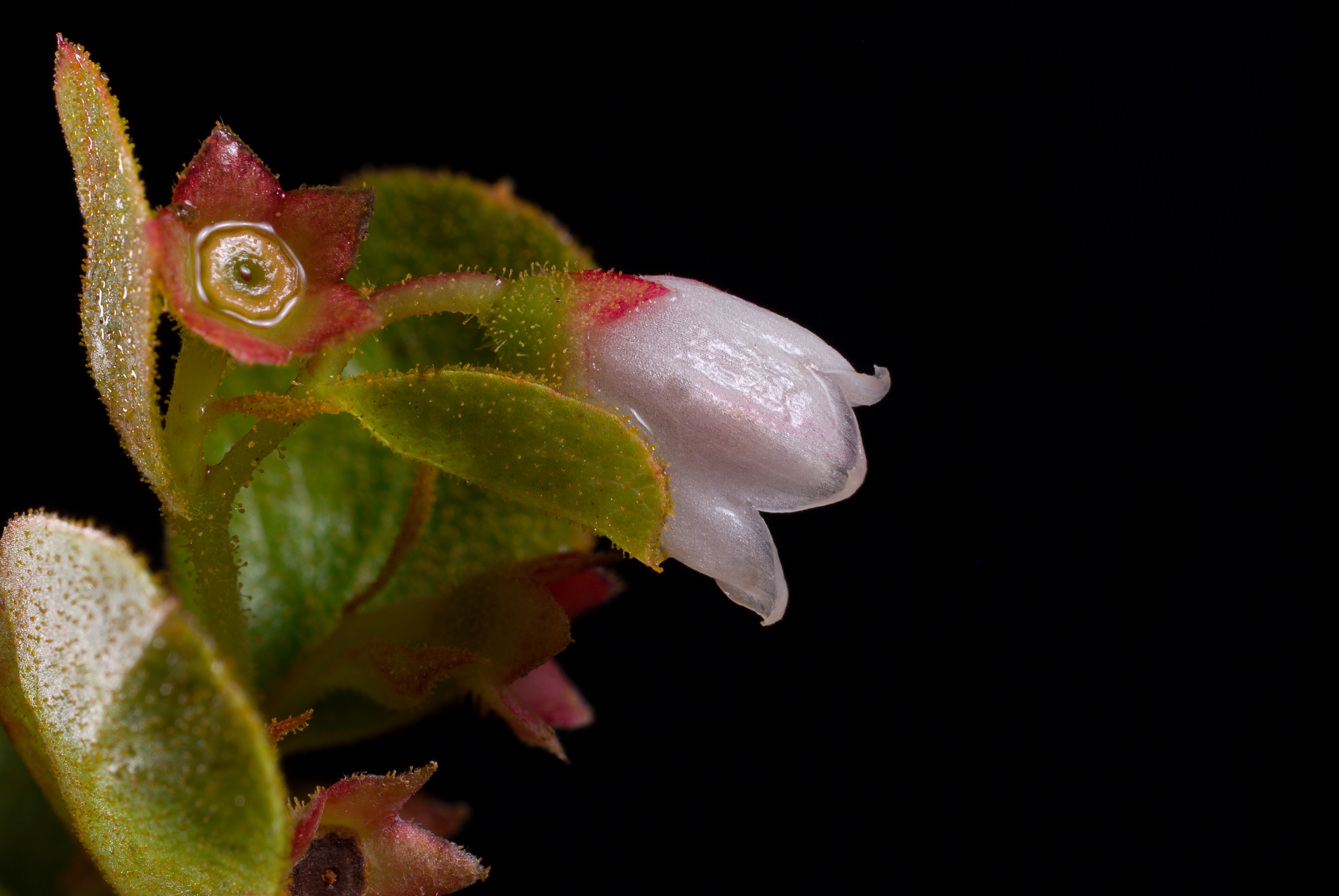